# Marquesado de Otero de Herreros
El marquesado de Otero de Herreros es un título nobiliario español creado por el rey Alfonso XIII en favor de María de la Purificación Fernández y Cadenas mediante real decreto del 15 de junio de 1921 y despacho expedido 6 de abril de 1923, en compensación a su renuncia del ducado de Canalejas en su hijo José María de Canalejas y Fernández.
Su denominación hace referencia a la localidad española de Otero de Herreros, en la provincia de Segovia.

## Marqueses de Otero de Herreros
|                           | Titular                                      | Periodo                   |
| Creación por Alfonso XIII | Creación por Alfonso XIII                    | Creación por Alfonso XIII |
| ------------------------- | -------------------------------------------- | ------------------------- |
| I                         | María de la Purificación Fernández y Cadenas | 1923-1965                 |
| II                        | José Manuel Canalejas Clemente               | 1967-1996                 |
| III                       | Carmen María Canalejas Huertas               | 1997-hoy                  |

## Historia de los marqueses de Otero de Herreros
- María de la Purificación Fernández y Cadenas (Valladolid, 6 de enero de 1884-1965), I marquesa de Otero de Herreros, I duquesa de Canalejas, dama de la Orden Civil de Beneficencia.[3]

Casó el 2 de diciembre de 1903, en Madrid, con José Canalejas y Méndez (m. 1912), presidente del Consejo de Ministros. El 16 de junio de 1966 le sucedió su nieto, hijo de María Asunción Canalejas y Fernández y Manuel Clemente Vela:
- José Manuel Canalejas y Clemente (Madrid, 4 de julio de 1949-12 de septiembre de 1996), II marqués de Otero de Herreros, IV duque de Canalejas.[5]

Casó el 10 de septiembre de 1979, en Madrid, con María del Carmen Huertas y Arguiñano (n. 1948). El 25 de abril de 1997, previa orden del 4 de marzo para que se expida la correspondiente carta de sucesión (BOE del día 29 del mes), le sucedió su hija:
- Carmen María Canalejas Huertas (n. Madrid, 6 de marzo de 1981), III marquesa de Otero de Herreros.[5]